# Carl Erik Kjellin
Carl Erik Kjellin, född 18 januari 1776 i Göteborg, död 6 januari 1844 i Kumla, var en svensk matematiker, professor och senare präst.
Kjellin blev student vid Uppsala universitet 1794, filosofie magister (med andra hedersrummet) 1803 och docent i fysik 1805 samt utnämndes till professor vid Göta artilleriregemente 1806. Sedan denna befattning vid 1809-10 års riksdag blivit ställd på indragningsstat och han någon tid (1811) föreläst vid Svea artilleriregemente, blev han 1812 professor i matematik vid universitetet i Lund, prästvigdes 1819 och erhöll 1825 Kumla pastorat i Strängnäs stift. Han blev ledamot av Vetenskaps- och vitterhetssamhället i Göteborg 1809, av Krigsvetenskapsakademien 1811, av Vetenskapsakademien 1812 och av Fysiografiska sällskapet i Lund 1821.
Han offentliggjorde ett antal akademiska avhandlingar, vilka visserligen delvis vittnar om en ganska aktningsvärd beläsenhet i den dåtida matematiska litteraturen, men saknar all originalitet. Däremot höll hans läroböcker Plan och sferisk trigonometri (1807), Grunderna till geometrien (1814), Grunderna till arithmetiken (1816) och Försök till en elementar lärobok i astronomien (1822) god klass. Bland hans övriga litterära arbeten kan nämnas en översättning av Ségurs "Tableau historique et politique de l’Europe" (I-III, 1811-12).